# François Guiguet

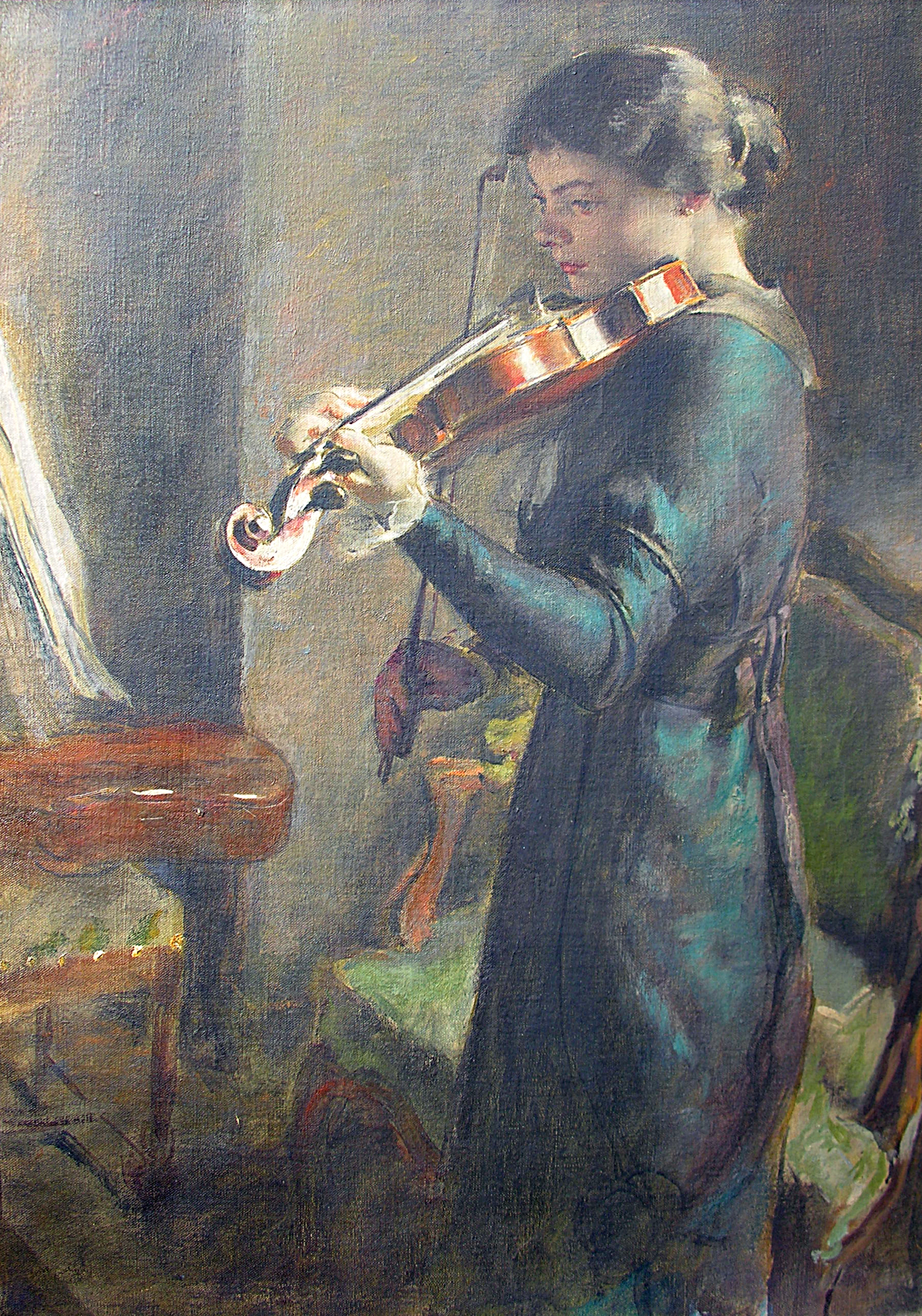
Violonista (1914)

François Joseph Guiguet (n. 8 ianuarie 1860, Corbelin, Isère, Franța – d. 3 septembrie 1937, Corbelin, Isère, Franța) a fost un pictor francez.

## Biografie
S-a născut la Corbelin. Tatăl său era tâmplar și a fost al cincilea dintre cei doisprezece copii. Deși a desenat de la o vârstă fragedă, se intenționa ca el să urmeze meseria tatălui său. Cu toate acestea, în 1876, medicul de familie a văzut câteva dintre lucrările sale și a fost impresionat. Acesta i-a sfătuit să ceară părerea lui François-Auguste Ravier⁠(d), un pictor și fost coleg al lui Camille Corot, care locuia în satul vecin Morestel. Ravier a fost, de asemenea, impresionat și a petrecut trei ani învățându-l pe Guiguet câteva dintre elementele de bază ale artei pentru a-l pregăti pentru intrarea la École nationale des beaux-arts din Lyon.
În 1879, la recomandarea lui Ravier, a fost înscris la clasa lui Michel Dumas, un fost elev al lui Ingres, care l-a instruit în tradiția clasică. Cu sprijinul lui Édouard Aynard⁠(d), directorul comisiei muzeale, și al lui Antonin Dubost⁠(d), deputat din Isère, Guiguet a mers la Paris pentru a-și finaliza studiile la École des Beaux-Arts, unde a lucrat în studiourile lui Alexandre Cabanel. Tot acolo, el a devenit prieten cu Puvis de Chavannes și Félix Thiollier⁠(d), care au avut, de asemenea, o mare influență asupra operei sale, deși nu era pictor. Guiguet și-a făcut debutat la Salonul din 1885.
S-a specializat în pictura femeilor și copiilor, a revenit frecvent în orașul său natal în căutare de inspirație și a expus pe scară largă, inclusiv în Anglia, Statele Unite, Germania și chiar Réunion. În 1910, a primit Legiunea de onoare.
După 1914, a petrecut mai mult timp în Corbelin și a murit în casa de acolo. Muzeul Municipal François Guiguet s-a deschis în 1989, cu o colecție de 78 de uleiuri, 13 acuarele și peste 3.500 de desene, donate de Louis Guiguet (nepotul său). Muzeul a fost închis în 2011.